# Gare de Témara
La gare de Témara est une gare ferroviaire marocaine, située dans la ville de Témara. Elle est desservie par le Train navette rapide (TNR).

## Service des voyageurs
Elle est desservie par le Train navette rapide (TNR) qui circule sur la relation Casablanca (gare de Casa-Port) - Kénitra (gare de Kénitra-Médina).

## Correspondances
La gare est desservie sur la route nationale 1 par les lignes de bus ALSA-City Bus 32E, 32H, 34, 34B, 37, 39, 303, 306 et 306B.
A 500 mètres de la gare, au niveau du Tribunal de Temara, se trouve le terminus de la ligne 30 Trambus.